# Dunn (Caroline du Nord)
Pour les articles homonymes, voir Dunn.
Dunn est une ville américaine située dans le comté de Harnett en Caroline du Nord. Elle est la seule à avoir le statut de "city" dans le comté.
En 2010, sa population était de 9 263 habitants.

## Histoire
À l'origine appelée Lucknow, Dunn était un petit hameau par rapport à Averasborough, une ville beaucoup plus grande sur le fleuve Cape Fear. Après la bataille d'Averasborough en 1865, la plupart de ses résidents en sont partis pour Lucknow, rebaptisé Dunn en 1873.
La ville de Dunn a été incorporée le 12 février 1887, date à laquelle elle était une ville d'exploitation forestière et un centre de distillation de térébenthine. Le nom honore Bennett Dunn qui a supervisé la construction de la ligne de chemin de fer entre Wilson et Fayetteville.

## Démographie
| 1890 | 1900  | 1910  | 1920  | 1930  | 1940  |
| ---- | ----- | ----- | ----- | ----- | ----- |
| 419  | 1 072 | 1 823 | 2 805 | 4 558 | 5 256 |

| 1950  | 1960  | 1970  | 1980  | 1990  | 2000  |
| ----- | ----- | ----- | ----- | ----- | ----- |
| 6 316 | 7 566 | 8 302 | 8 962 | 8 336 | 9 196 |

| 2010  | - | - | - | - | - |
| ----- | - | - | - | - | - |
| 9 263 | - | - | - | - | - |

## Personnalités liées à la ville
Dunn est le lieu de naissance du musicien de rock and roll Link Wray, et du Major général William C. Lee, le père des forces aériennes de l'armée des États-Unis, qui a commandé la 101e division aéroportée (les «Screaming Eagles») pendant la Seconde Guerre mondiale.
Debbi Morgan (Dr. Angie Hubbard dans All my children) est également née à Dunn.

## Traduction
- (en) Cet article est partiellement ou en totalité issu de l’article de Wikipédia en anglais intitulé « Dunn, North Carolina » (voir la liste des auteurs).